# Književni program
Književni program je celota različnih literarnih elementov, ki je zapisana v obliki razglasa oziroma manifesta. Književni program je mogoče tudi razbrati iz različnih izjav piscev, ki spadajo v isto literarno skupino.
Ločimo med programsko napovedjo in njeno uresničitvijo. Nekateri programi skoraj niso imeli odmeva v literaturi; velike literature so zrasle tudi brez programov.

## Književni programi na Slovenskem
Prvi pomembni slovenski književni program je zapisal Fran Levstik v svojem delu Popotovanje od Litije do Čateža. V njem se je zavzel za poljudno slovstvo (predvsem pripovedno prozo in dramatiko), napisano v maniri realizma. Levstikov literarni program druži aktualne, razsvetljenske in predromantične literarne potrebe. Za zgled daje nemškega pisatelja Gotthelfa in angleškega Goldsmitha, kar se razlikuje od nemških literarnih zgledov Bertholda Auerbacha in Adalberta Stifterja, ki ju je v razpisu za Slovenski glasnik omenjal urednik Anton Janežič. V tistem času je nastal tudi književni program Mohorjeve družbe, ki je na prvo mesto postavljal krščansko vzgojnost in praktično poučnost. Obenem je veljal tudi program, ki je poudarjal nujnost pisanja za slovenske izobražence, meščane. Med programe tedanjega obdobja spada tudi razprava Frana Celestina z naslovom Naše obzorje, s katero je močno vplival na literarno pot Janka Kersnika in dokončno začrtal slovensko različico realizma.
1. ↑  Anton Janežič. V zadevah »Glasnika«. Novice 15/83 (17. 10. 1857). 331–332.